# 田村幸一
田村 幸一（たむら こういち、1953年8月26日 - ）は、日本の元裁判官、弁護士。仙台地方裁判所長、東京高等裁判所部総括判事、東京家庭裁判所所長を経て、高松高等裁判所長官を最後に2018年8月退官し、総務省電気通信事業紛争処理委員会委員長。

## 経歴
- 宮城県古川市出身[1]
- 1969年3月 大崎市立古川中学校卒業
- 1972年3月 宮城県古川高等学校卒業[1]
- 1976年3月 東北大学法学部卒業[1]
- 1976年4月 司法修習生（30期）
- 1978年4月 仙台地方裁判所判事補任官 [1]
- 1981年4月 名古屋家庭裁判所・名古屋地方裁判所判事補
- 1984年4月 青森地方裁判所・青森家庭裁判所八戸支部判事補
- 1987年4月 東京地方裁判所判事補
- 1988年4月 東京地方裁判所判事
- 1990年4月 盛岡地方裁判所・盛岡家庭裁判所判事
- 1994年4月 司法研修所教官
- 1998年4月 仙台高等裁判所事務局長
- 2002年4月 仙台地方裁判所部総括判事
- 2005年3月 司法研修所教官
- 2009年3月 青森地方・家庭裁判所長
- 2011年1月 仙台高等裁判所部総括判事
- 2011年12月 仙台地方裁判所長
- 2013年7月 東京高等裁判所部総括判事[1]
- 2015年6月 東京家庭裁判所長[1]
- 2017年9月 高松高等裁判所長官[1]
- 2018年8月 定年退官、弁護士登録（仙台弁護士会）、弁護士法人杜協同阿部･佐藤法律事務所入所[1]
- 2019年1月 公益財団法人交通事故紛争処理センター仙台支部審査員[1]
- 2019年4月 仙台家庭裁判所調停委員[1]
- 2019年12月 総務省電気通信紛争処理委員会委員、のち委員長[2]

## 主な担当訴訟
- 仙台高検情報公開請求訴訟
- 大河原町キャッチボール訴訟